# Gregor Ravnik
Gregor Ravnik, slovenski pop pevec in tenorist, * 22. maj 1993, Koper.

## Operno petje

### Začetki in šolanje
Glasba je bila del njegovega življenja že od malih nog – njegova mama je bila glasbena pedagoginja, oče pa je bil več let trobentač. Glasbeno šolanje je začel z učenjem klavirja na Glasbeni šoli Koper, kjer je pri Selmi Chicco zaključil sedem razredov. Pevsko se je najprej udejstvoval v tamkajšnjem otroškem in mladinskem pevskem zboru (zborovodja Maja Cilenšek). Ob začetku srednje šole (hodil je na Gimnazijo Koper) se je vpisal v pevski razred prof. Tanje Grlica na GŠ Koper (solopetje). Študij solopetja je leta 2014 nadaljeval na Akademiji za glasbo v Ljubljani v razredu red. prof. Pije Brodnik. Leta 2018 je diplomiral z odliko in nadaljeval šolanje na podiplomskem študiju, prav tako pri Brodnikovi.
Poje tenor.

### Dosežki na tekmovanjih
V svoji pevski karieri je prejel številne nagrade in priznanja (oz. bil uspešen) na državnih in mednarodnih solopevskih tekmovanjih tako doma kot v tujini:
- zlato priznanje in posebna nagrada za obetavnega pevca na regijskem in državnem tekmovanju mladih slovenskih glasbenikov Temsig (2010)
- najvišje možno število točk (sto) ter posebna nagrada za obetavnega mladega pevca na mednarodnem tekmovanju v Hercegnovem (2011)[12]
- četrto mesto in prva nagrada na 9. mednarodnem tekmovanju solopevcev »Lazar Jovanović« (2011)
- priznanje zlati violinski ključ Glasbene šole Koper za izjemne dosežke na glasbenem področju (2012)
- najvišje število točk v vseh kategorijah za moški glas in štipendija za mednarodni festival Oper Oder-Spree v Nemčiji (ki se ga tistega leta zaradi bolezni ni mogel udeležiti) na mednarodnem tekmovanju solopevcev »Bruna Špiler« v Hercegnovem (2013)[13]
- prva nagrada in posebna nagrada za aktivno udeležbo na mednarodnem opernem festivalu Oper Oder-Spree v Beeskowu v Nemčiji (2015)
- prva nagrada v Hercegnovem (2015)
- zlato priznanje in tretja nagrada na 45. Temsigu (državna raven) (2016)
- študentska Prešernova nagrada Akademije za glasbo za umetniške dosežke v akademskem letu 2018/2019
- zlato priznanje, prva nagrada, posebno priznanje za 100 točk in posebno priznanje za najboljšo izvedbo skladbe slovenskega skladatelja na 48. Temsigu (2019)
- četrto mesto v finalu mednarodnega pevskega tekmovanja Virgilijus Noreika v Vilni (2020)[14]

### Vloge
Na opernih odrskih deskah je debitiral leta 2014, ko je kot solist sodeloval pri svetovni premieri opere Vojna in mir avtorja Larryja Coryella, ki je bila premierno uprizorjena v Cankarjevem domu, nato pa še v Novi Gorici in Zagrebu ter maja 2015 v Rusiji. Sledile so številne vloge v različnih opernih produkcijah, denimo:
- nosilna vloga v otroški operi Brundibar, ki je bila uprizorjena v Cankarjevem domu (2016, 2017)
- vloga Quinta v operi Obrat vijaka skladatelja Benjamina Brittna pod okriljem Akademije za glasbo v Ljubljani (premiera 11. maja 2017 v Cankarjevem domu)
- glavna vloga Branka Mirnika v opereti Hmeljska princesa (ZKŠT Žalec, 2018)
- vloga Normana v operi Lucia di Lammermoor, s katero je maja 2019 debitiral v SNG Opera in balet[11][./Gregor_Ravnik#cite_note-ljfest-9 [9]]
- Martinujeva komična opera Ženitev (premiera 8. oktobra 2019 v Cankarjevem domu; predstava Slovenskega komornega glasbenega gledališča)
- projekta Ljubezenski valčki in Novi ljubezenski valčki pod vodstvom Mojce Lavrenčič v SNG Opera in balet Ljubljana (oktober 2019)
- vloge vrana, severnega jelena in pripovedovalca v mladinski operi za otroke Snežna kraljica (december 2019, februar 2020; koprodukcija Slovenskega komornega glasbenega gledališča, Glasbene matice in Cankarjevega doma)
- vloga Ambroža v tamburaški operi Ambrož in Katarina (januar 2020, premiera 29. decembra 2019; KD Semič)
- vloga Jožefa Antona pl. Scheuchenstuela v operi Julija na odru KCJT v Novem mestu (premiera 18. februarja 2020)

## Zabavna glasba
Njegova kariera v pop glasbi se je začela leta 2016, ko je posnel himno Občine Ankaran z naslovom »Naj živi nam Ankaran«, pod katero sta se podpisala Marino Legovič in Vasja Klun. Izid himne je bolj ali manj sovpadel z njegovim nastopom na Melodijah morja in sonca, kjer je v duetu s Steffy zapel pesem »Glasba«. Na osrednjih treh slovenskih festivalih popularne glasbe – MMS-u, Popevki in Emi – je v naslednjih letih nastopil še nekajkrat in bil večkrat nagrajen: dvakrat je prejel nagrado za najboljšo izvedbo, in sicer na Melodijah morja in sonca 2017 (za »Med nama«) in Popevki 2018 (za »Ti si«). Na Popevki 2021 je sodeloval s pesmijo »Še ko te ni, te imam«, ki je bila nagrajena z veliko nagrado strokovne žirije za najboljšo skladbo v celoti, dve leti pozneje pa je s »Torkom« slavil na Melodijah morja in sonca.
Poleg festivalskih skladb je posnel tudi dva dueta: »To ni pesem« (2018) s klapo Semikantá in poročno pesem »Vzamem te« (2019) z MJAV, s katerimi so se spoznali na Popevki 2018. Med letoma 2017 in 2024 (natančneje do marca) je bil član popopernega Tria Vivere, ki sta ga sestavljala še Aljaž Farasin in Matjaž Robavs, nekdaj pevca Eroike. Februarja 2024 je predstavil svoj albumski prvenec Med nama.

## Diskografija

### Albumi
| Leto | Album    | Skladbe |
| ---- | -------- | --- |
| 2024 | Med nama | - Med nama (M. Hrvatin/D. Mislej - Mef/M. Hrvatin, M. Bobič, S. Fajon, M. Krečič) - Torek (M. Hrvatin, M. Bobič/G. Ravnik/M. Hrvatin, M. Bobič) - Ti si znala (M. Buljan/S. Buljan/M. Buljan, M. Krečič) - Še ko te ni, te imam (M. Hrvatin, M. Bobič/D. Mislej - Mef/M. Hrvatin, M. Bobič) - Zdaj je čas (M. Hrvatin/G. Ravnik, Steffy/M. Bobič, M. Gorše) - Ti si (M. Hrvatin, M. Bobič/D. Mislej - Mef/M. Hrvatin, M. Bobič) - Vzemi, kar imam (M. Buljan/M. Hrvatin, M. Bobič, D. Mislej - Mef/M. Hrvatin, M. Bobič) - Vse besede (M. Hrvatin/M. Hrvatin/M. Hrvatin, M. Bobič) - Nisem tak (M. Hrvatin, M. Bobič/D. Mislej - Mef/M. Hrvatin, M. Bobič) - Za vse čase (M. Buljan/D. Mislej - Mef/M. Hrvatin, M. Bobič) |

### Singli
Festivalske skladbe
- MMS 2016: Glasba – s Steffy
- MMS 2017: Med nama – nagrada za najboljšo izvedbo
- EMA 2018: Zdaj je čas
- Popevka 2018: Ti si – nagrada za najboljšo interpretacijo oz. izvedbo
- Popevka 2021: Še ko te ni, te imam − velika nagrada strokovne žirije za najboljšo skladbo v celoti
- Melodije morja in sonca 2023: Torek − velika nagrada MMS (zmagovalec)

Za »Zdaj je čas« je posnel svoj prvi videospot.
Ostale skladbe
- 2018: To ni pesem – s klapo Semikantá
- 2019: Vzamem te – z MJAV
- 2024: Ti si znala
- 2024: Vzemi, kar imam
- 2024: Za vse čase

## Ostalo
Leta 2020 je končal študij dentalne medicine na Medicinski fakulteti v Ljubljani.